# عن طريق البحر (رواية)
عن طريق البحر (بالإنجليزية: By the Sea) وتترجم للعربية بعبر البحر و عند جانب البحر هي الرواية السادسة لعبد الرزاق قرنح، الحائز على جائزة نوبل في الأدب لعام 2021. نشرت لأول مرة في الولايات المتحدة بواسطة نيو برس في 11 يونيو 2001  وفي المملكة المتحدة من قبل دار نشر بلومزبري في مايو 2001. تركز الرواية على تجربة اللاجئين بين زنجبار وبريطانيا

## نبذة
رويت عن طريق البحر، جزئياً، من قبل رجل يُدعى صالح عمر، يحاول دخول بريطانيا لاجئا من زنجبار بجواز سفر مزور. يستخدم عمر أيضًا الاسم المستعار "رجب شعبان محمود"، وهي هوية سرقها لاستخدامها في جواز سفره المزور.
كما روى الرواية جزئيًا لطيف محمود، ابن رجب شعبان محمود الحقيقي، وهو رجل اتضح أنه وغد. يسافر محمود أيضًا إلى أوروبا، ولكن بطريقة أكثر شرعية - عن طريق الحصول على تأشيرة طالب إلى ألمانيا الشرقية والسفر عبر طريق غير مباشر من هناك إلى المملكة المتحدة. لينكشف لنا الماضي الموحش والقبيح الذي يسعى كلاهما للهرب منه.
الموضوعات: الهجرة والاندماج الثقافي والرحيل، قضايا الهوية والانتماء واللجوء وتداعيات الاستعمار

## الأسلوب
استخدام ضمير المتكلم، لكن بصوتين وعلى لسانين متباينين مما يترك في نفس المتلقي إحساسا مشابها باضطراب في آليات الإدراك الحسي والحركي.
اعتماد فترات الصمت والفجوات في السرد مما يشير إلى الغموض.
الاستعانة بتقنية الاسترجاع (الفلاش باك) حيث تصبح الذاكرة مسيطرة على المشهد.

## الأثر
أشار مايكل باي في مراجعة لصحيفة نيويورك تايمز إلى أصداء الرواية الواعية لقصة هيرمان ملفيل القصيرة بارتلبي النساخ. صالح عمر، بطل الرواية، يقتبس شعار بارتلبي «أُفضل ألا أفعل». يجادل باي بأن «من خلال التذرع بملفيل، يفتح قرنح تحقيقًا بسيطًا في طبيعة الشفقة نفسها».
يجادل الناقد سيسي هيلف بأن الرواية «مثال جيد على مواجهة القراء مع صورة معقدة للغاية لمأزق اللاجئين في أعقاب الحركة والهجرة».

## الجوائز
تم إدراج الرواية في القائمة الطويلة لجائزة بوكر والقائمة القصيرة لجائزة لوس أنجلوس تايمز للكتاب.

## اقتباسات
«لقد علمت نفسي ألا أتحدث عن السنوات التي تلاحقت، برغم أنني نسيت بعضا منها. تلك السنوات التي كُتبت بلغة الجسد»